# Eucampsipoda theodori
Eucampsipoda theodori är en tvåvingeart som beskrevs av Hurka 1964. Eucampsipoda theodori ingår i släktet Eucampsipoda och familjen lusflugor. Inga underarter finns listade i Catalogue of Life.